# Chalcoscirtus
Chalcoscirtus este un gen de păianjeni din familia Salticidae.

## Specii[1]
- Chalcoscirtus alpicola
- Chalcoscirtus ansobicus
- Chalcoscirtus asiaticus
- Chalcoscirtus atratus
- Chalcoscirtus bortolgois
- Chalcoscirtus carbonarius
- Chalcoscirtus catherinae
- Chalcoscirtus charynensis
- Chalcoscirtus flavipes
- Chalcoscirtus fulvus
- Chalcoscirtus glacialis
- Chalcoscirtus grishkanae
- Chalcoscirtus helverseni
- Chalcoscirtus hosseinieorum
- Chalcoscirtus hyperboreus
- Chalcoscirtus infimus
- Chalcoscirtus insularis
- Chalcoscirtus iranicus
- Chalcoscirtus janetscheki
- Chalcoscirtus jerusalemicus
- Chalcoscirtus kamchik
- Chalcoscirtus karakurt
- Chalcoscirtus kirghisicus
- Chalcoscirtus kopponeni
- Chalcoscirtus lepidus
- Chalcoscirtus martensi
- Chalcoscirtus michailovi
- Chalcoscirtus minutus
- Chalcoscirtus molo
- Chalcoscirtus nenilini
- Chalcoscirtus nigritus
- Chalcoscirtus paraansobicus
- Chalcoscirtus parvulus
- Chalcoscirtus platnicki
- Chalcoscirtus pseudoinfimus
- Chalcoscirtus rehoboticus
- Chalcoscirtus sublestus
- Chalcoscirtus talturaensis
- Chalcoscirtus tanasevichi
- Chalcoscirtus tanyae
- Chalcoscirtus vietnamensis
- Chalcoscirtus zyuzini